# Sewell (Bedfordshire)
Pour les articles homonymes, voir Sewell.
Sewell est un hameau d'Angleterre situé dans le Central Bedfordshire. Ilse trouve près de la ville de Dunstable et fait partie de la paroisse civile  d'Houghton Regis.
Sur le territoire de Sewell se trouve une ancienne carrière de craie, Totternhoe Chalk Quarry (en), d'où ont été extraites des pierres de Totternhoe (en), notamment utilisées pour l'autel de l'abbaye de Westminster.
Il existe aussi une colline fortifiée de l'âge du fer, Maiden Bower. Un peu rognée par la carrière voisine, elle avait environ 225 mètres de diamètre et était entourée d'un rempart de piquets. Elle contient les restes d'un petit bâtiment romain incendié. Des restes humains ont été découverts dans les fossés.